# Balance (반 헤일런의 음반)
| 평가 점수                     | 평가 점수 |
| 출처                          | 점수      |
| ----------------------------- | --------- |
| AllMusic                      | [ 3 ]     |
| Encyclopedia of Popular Music | [ 4 ]     |
| Entertainment Weekly          | C+        |
| The Great Rock Discography    | 5/10      |
| NME                           | 2/10      |
| Rolling Stone                 | [ 8 ]     |
| The Rolling Stone Album Guide | [ 9 ]     |
| The San Francisco Examiner    | [ 10 ]    |
| Select                        | [ 11 ]    |

《Balance》는 워너 브라더스 레코드가 1995년 1월 24일에 발매한 미국의 하드 록 밴드 반 헤일런의 열 번째 스튜디오 음반이다. 이 음반은 새미 헤이거가 리드 싱어로 참여하는 4개의 스튜디오 중 마지막 음반이다. 《Balance》는 1995년 2월, 미국 빌보드 200에서 1위에 올랐으며, 2004년 5월 12일, 미국에서 300만 장 이상 판매되며 트리플 플래티넘의 지위를 얻었다. 〈The Seventh Seal〉은 그래미 어워드 하드 록 퍼포먼스 부문 후보에 올랐다.
다른 반 헤일런 음반보다 더 진지한 음색이 돋보이는 《Balance》는 에디 반 헤일런의 기타 리프와 키보드 작업이 완벽하게 통합되어 있으며 세 가지 기악곡이 포함되어 있다. 이 음반은 많은 음악 평론가들로부터 엇갈린 평가를 받았다.
그 음반은 돈 랜디에 의해 리마스터드되었고, 2023년 10월 6일에 《The Collection II》의 일환으로 발매되었다. 이 음반은 헤이거와 함께한 네 개의 스튜디오 음반과 이 시대의 희귀한 여덟 개의 추가 디스크를 포함하고 있다.

## 녹음 및 제작
이언 크리스트의 책 《Everybody Wants Some: The Van Halen Saga, Balance》에 따르면, 헤이거와 반 헤일런 형제 간의 내부 싸움 속에서 발매되었다. 밴드는 음반 녹음을 위해 3개월 동안 8시간 동안 작업했다. 음반의 첫 번째 곡인 〈The Seventh Seal〉은 에디 반 헤일런의 새로운 금주법에서 나온 신비로운 오버톤이 특징이다. 그의 치료사인 삿카우르 칼사는 그에게 긴장을 풀고 맥주 6팩을 마신 후 어디에 있는지 상상해보라고 권유했다. 20년 동안 담배를 피우고, 맥주를 마시고, 기타를 연주한 후, 그는 술을 끊은 채로 곡을 쓰려 했고, 한 시간 반 동안 세 곡을 썼다. 음반은 〈Can't Stop Lovin' You〉로 헤이거의 영역으로 넘어간다. 이 곡은 그녀가 여전히 그를 사랑하고 있다고 믿었던 전 부인의 관점에서 따온 것이다. 이 음반은 빌보드 200에서 네 번째 연속 1위 스튜디오 음반에 올랐다.

## 곡 목록
모든 곡들은 에디 반 헤일런, 마이클 앤서니, 새미 헤이거 그리고 알렉스 반 헤일런에 의해 작사/작곡하였다.
| #   | 제목                                 | 재생 시간 |
| --- | ------------------------------------ | --------- |
| 1.  | 〈The Seventh Seal〉                 | 5:18      |
| 2.  | 〈Can't Stop Lovin' You〉            | 4:08      |
| 3.  | 〈Don't Tell Me (What Love Can Do)〉 | 5:56      |
| 4.  | 〈Amsterdam〉                        | 4:45      |
| 5.  | 〈Big Fat Money〉                    | 3:57      |
| 6.  | 〈Strung Out (기악)〉                | 1:29      |
| 7.  | 〈Not Enough〉                       | 5:13      |
| 8.  | 〈Aftershock〉                       | 5:29      |
| 9.  | 〈Doin' Time (기악)〉                | 1:41      |
| 10. | 〈Baluchitherium (기악)〉            | 4:05      |
| 11. | 〈Take Me Back (Deja Vu)〉           | 4:43      |
| 12. | 〈Feelin'〉                          | 6:36      |

## 인증
| 국가                                                  | 인증        | 판매량/출하량 |
| ----------------------------------------------------- | ----------- | ------------- |
| 브라질 (Pro-Música Brasil)                            | 골드        | 100,000*      |
| 캐나다 (뮤직 캐나다)                                  | 3× 플래티넘 | 300,000^      |
| 일본 (RIAJ)                                           | 플래티넘    | 200,000^      |
| 미국 (RIAA)                                           | 3× 플래티넘 | 3,000,000^    |
| *판매량을 기반으로 한 인증 ^출하량을 기반으로 한 인증 |             |               |